# Genesis & Revelations
Genesis & Revelations – kompilacja nagrań Fields of the Nephilim wydana w 23.10.2006 r. przez Jungle Records. W skład kompilacji wchodziły 2 płyty cd z nagraniami audio i jedna dvd z fragmentami koncertów.

## McCoy vs. Jungle Records
Wydawnictwo to zaostrzyło konflikt między Carlem McCoyem a wytwórnią, którego początkiem było wydanie w 2002 r. singla From the Fire i albumu Fallen. W oświadczeniu na oficjalnej stronie zespołu Carl poinformował, iż jest to kolekcja nielegalne, zawierająca nagrania niskiej jakości i butlegowe, a zespół nie ma z tego tytułu żadnych tantiem. W odpowiedzi wytwórnia zaprzeczyła słowom lidera i zapewniła, że wszyscy muzycy otrzymują profity ze sprzedaży tego boxu.

## Zawartość
Zarzuty Carla co do jakości są jak najbardziej słuszne. Box prezentuje standardy znacznie niższe niż Fallen. Według informacji zawartych we wkładce część nagrań miała być miksowana na nowo. Jednak większość zawartego tu materiału dostępna była w internecie oraz w obrocie między fanami całkowicie bezpłatnie.

### CD 1 – Rarities
Płyta zawiera zapisy z lat 1985–1986 oraz instrumentalną, surową wersję utworu Deeper - jednego z pierwszych zarejestrowanych po reaktywacji w 1997 r. Spis utworów:
1. Power (powered up mix 2005) (4:37)
2. Secrets (remix 2006) (3:59)
3. The tower (mix 1986) (5:35)
4. Dawrazor (demo 1985) (6:11)
5. Secrets (demo 1985) (3:31)
6. Power (demo 1985) (3:53)
7. Power (power sugar mix 2006) (3:48)
8. Deeper deepest dub (1997 reunion) (9:26)

- czas całkowity - 41:00

### CD 2 – Live At Roskilde Festival, 2000
Krążek zawiera koncert z duńskiego festiwalu w Roskilde, gdzie zespół wystąpił jako Fields of the Nephilim AD, z 1 VII 2000 r. Jest to materiał, który przez lata był dostępny w wersji butlegowej i dokładnie w takim samym stanie: urwany początek, miejscami brak płynnych przejść między utworami, niskiej jakości dźwięk. Dodatkowo błąd w liście utworów: w rzeczywistości For her light występuje po Love under will. Spis utworów:
1. Intro - the harmonica man (2:21)
2. Preacher man (4:51)
3. Moonchild (4:22)
4. Love under will [na liście jako nr 5] (7:03)
5. For her light [na liście jako nr 4] (4:25)
6. Shine (6:50)
7. Zoon – Part 3 – wake world (5:38)
8. Xodus (5:16)
9. Dawnrazor (7:21)
10. Psychonaut (11:07)

- czas całkowity - 59:13

### DVD
Fragmenty występów zamieszczone na tej płycie były kręcone amatorskimi kamerami i podobnie jak wspomniany koncert z Roskilde, mają charakter butlegowy.
Dysk zawiera zapisy fragmentów koncertów z: Brighton Zap Club (12 III 1986), Croydon Undergroung (17 IV 1986) i M’era Luna Festival w Heidelbergu (13 VIII 2000). Dodatkowo zamieszczono pełną wersję video konferencji prasowej z udziałem The Nephilim podczas Zillo Festival (15 VIII 1998), kiedy to oficjalnie poinformowano o reaktywacji zespołu. Spis utworów:
1. 00:00 Power
2. 04:06 Laura
3. 11:28 Trees come down
4. 15:23 Dawnrazor
5. 21:19 Moonchild
6. 24:04 For her light
7. 28:51 Love under will
8. 35:06 Psychonaut
9. 44:45 Interview (Zillo Festival Press Conference)

- czas całkowity - 62:12

## Muzycy
- Carl McCoy - śpiew
- Tony Pettitt - g. basowa
- Paul Wright – gitara
- Nod Wright – perkusja
- Peter Yates – gitara
- Paul Miles – gitara
- Simon Rippin – perkusja